# XVIIIe législature de la République italienne
23 mars 2018 - 12 octobre 2022
XVIIe XIXe
Palais Montecitorio (Chambre)
Palais Madame (Sénat)
La XVIIIe législature de la République italienne (en italien : La XVIII Legislatura della Repubblica Italiana) est une législature du Parlement de la République italienne qui s'ouvre le 23 mars 2018, à la suite des élections générales du 4 mars et se termine le 12 octobre 2022 après la dissolution des chambres le 21 juillet précédent.

## Gouvernements
- Gouvernement Conte I
  - Du 1er juin 2018 au 5 septembre 2019
  - Président du Conseil des ministres : Giuseppe Conte.
  - Composition du gouvernement :  M5S, Ligue

- Gouvernement Conte II
  - Du 5 septembre 2019 au 13 février 2021
  - Président du Conseil des ministres : Giuseppe Conte.
  - Composition du gouvernement :  M5S, PD, IV, LeU

- Gouvernement Draghi
  - Depuis le 13 février 2021
  - Président du Conseil des ministres : Mario Draghi.
  - Composition du gouvernement :  M5S, Ligue, PD, FI, IV, LeU

## Sièges

### Chambre des députés
| Groupe parlementaire | Nombre de sièges |
| -------------------- | ---------------- |
| M5S                  | 222/630          |
| LN                   | 124/630          |
| PD                   | 111/630          |
| FI                   | 105/630          |
| Fdl                  | 32/630           |
| Groupe mixte         | 21/630           |
| LeU                  | 14/630           |

### Sénat
| Groupe parlementaire | Nombre de sièges |
| -------------------- | ---------------- |
| M5S                  | 109/315          |
| FI                   | 61/315           |
| LN                   | 58/315           |
| PD                   | 52/315           |
| Fdl                  | 18/315           |
| Groupe mixte-LeU     | 10/315           |
| Pour les Autonomies  | 8/315            |
| Groupe mixte-MAIE    | 4/315            |